# Stockholms skeppsgård

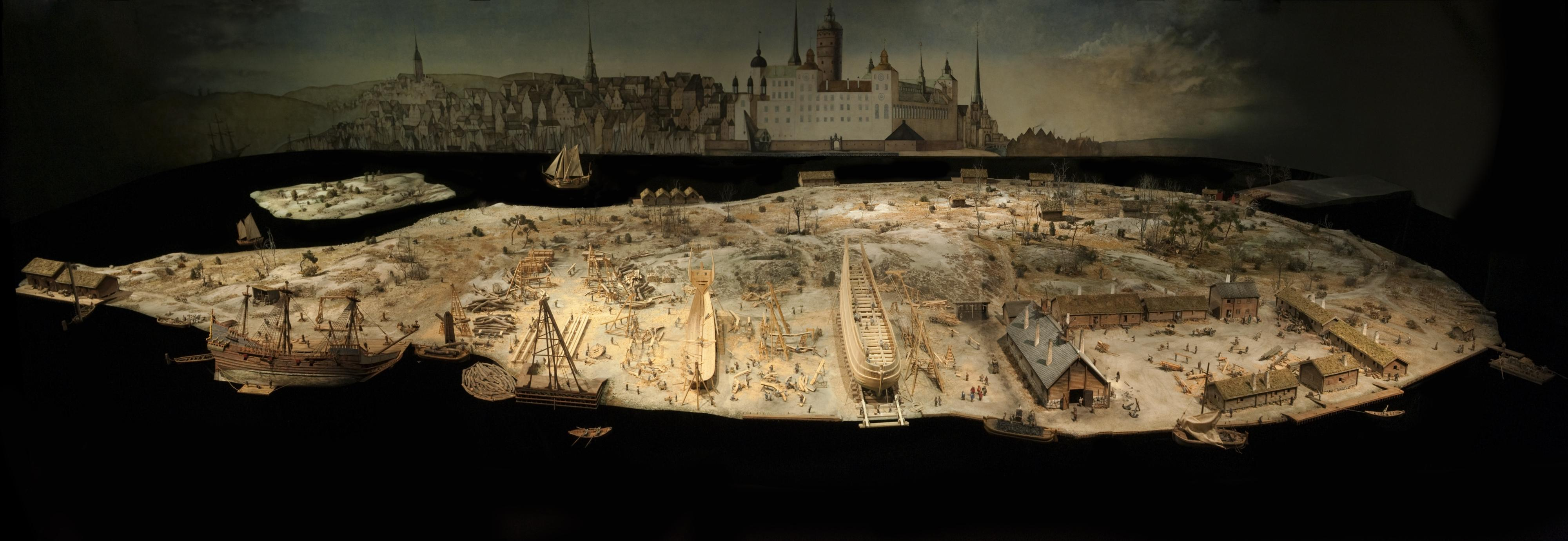
Modell av Stockholms skeppsgård på 1620-talet på Blasieholmen, visad i Vasamuseet. Varvet är sett från Nybroviken mot Slottet Tre Kronor och Gamla stan, med Näckströmmen till höger.

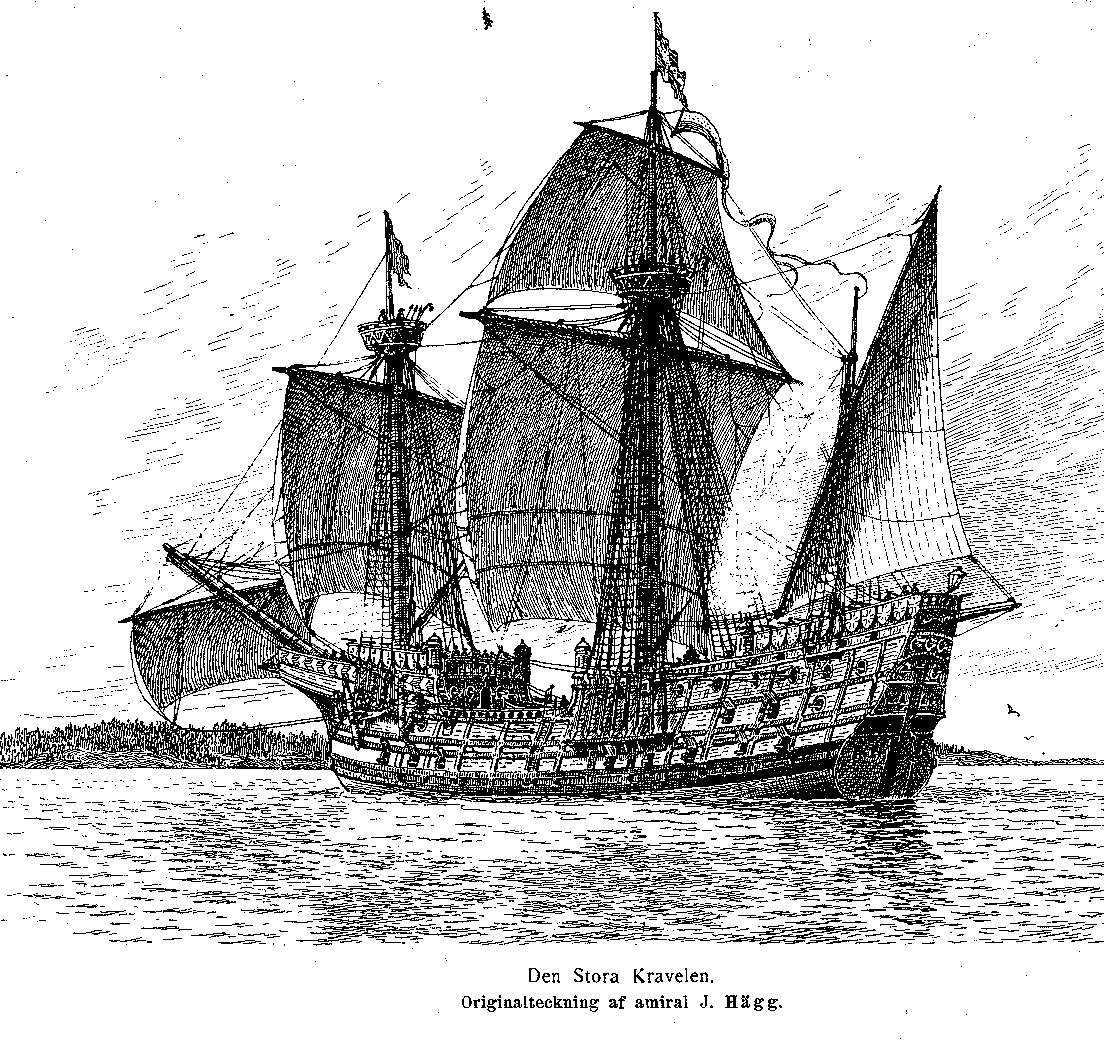
Stora Kravelen, rekonstruerad bild av Jacob Hägg

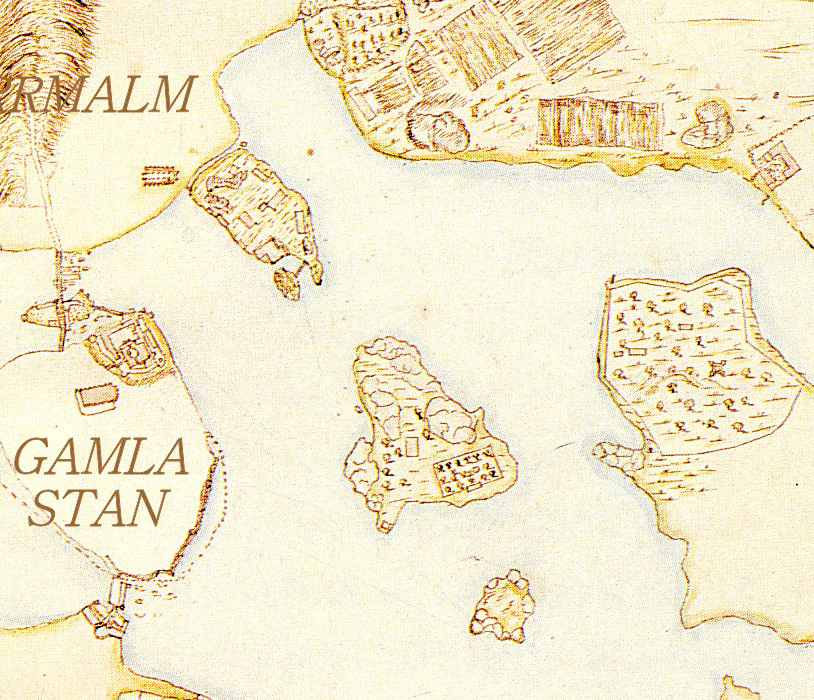
Skeppsholmsområdet 1637, före Stockholms skeppsgård flytt till nuvarande Skeppsholmen

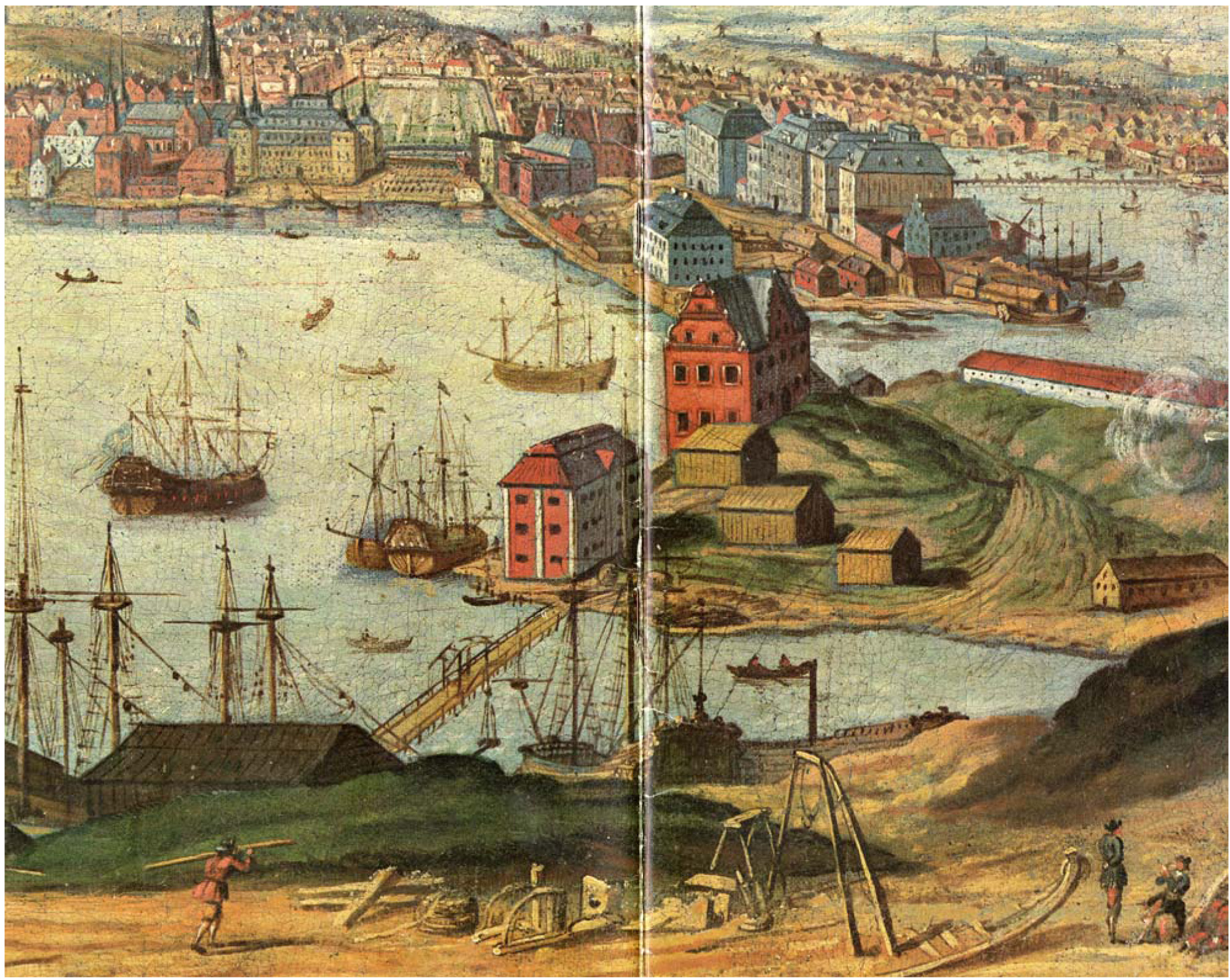
Skeppsholmen och Blasieholmen sedda från Kastellholmen år 1700, tjugo år efter skeppsgårdens flytt från Skeppsholmen, där varvet hade legat bakom längan till höger i bilden

Stockholms skeppsgård var från 1520-talet till 1680 ett av Kronan drivet örlogsvarv i Stockholm. 
Den nationella svenska örlogsflottan började byggas upp 1522, då Gustav Vasa köpte tio bestyckade fartyg på kredit från Lübeck. Omkring 1523 anlades en skeppsgård för underhåll och reparationer intill Slottet Tre Kronor mot Norrström. Åren 1528–1530 byggde varvet sitt första fartyg, Stora Kravelen, och därefter följde ett omfattande nybyggeri. Senast omkring 1570 flyttades varvet till den mot Nybroviken vettande sidan av den närliggande holmen Käpplingen på andra sidan av Näckströmmen. Ön kallades därefter Skeppsholmen och fick senare – hopväxt med den lilla Kyrkholmen sydost om – namnet Blasieholmen.
Stockholms skeppsgård, som var en del av flottans bas, var på 1600-talet Sveriges största örlogsvarv. I början av 1620-talet arbetade där omkring 400 personer, vilket innebar att varvet var en av landets största arbetsplatser.
På 1640-talet, under drottning Kristinas regeringstid, flyttades skeppsgården till (Nya) Skeppsholmen, där det förlades till öns nordöstra sida. Varvet lades ned 1680 i samband med att örlogsbasen flyttades, först tillfälligt till Stora Knarrö i Kalmar, och senare permanent till det av Karl XI grundade Karlskrona.

## Byggledare
Den nederländske skeppsbyggmästaren Henrik Hybertson (död 1627) och hans bror Arendt de Groot ledde byggen på Stockholms skeppsgård under tidigt 1600-tal. Hybertson var bland annat en av konstruktörerna av Regalskeppet Vasa. Han anställdes av Karl IX och arbetade i Stockholm under en första sejour 1603-1605 och i en andra 1611-1627. Under den senare perioden var han också högste chef för varvet från 1625. När Henrik Hybertson dog, tog hans fru Margareta Nilsdotter över chefskapet för varvet.
Den engelske skeppsbyggmästaren Francis Sheldon, som var i svensk tjänst från 1659, var ledare för skeppsbyggeriet i Stockholm 1666–1672.
Den siste skeppsbyggmästaren på Stockholms skeppsgård var Robert Turner, som kommit till Sverige som lärling tillsammans med Francis Sheldon. Han ledde verksamheten från juni och lämnade varvet i december 1680 vid dess flyttning och var därefter skeppsbyggnadsmästare på det nyanlagda Karlskrona amiralitetsvarv fram till 1686.

## Byggda skepp i urval
- Stora Kravelen (1532)
- Stora Kraveln Elefanten (1558)
- Leoparden (omkring 1598)
- Unge Ryttaren, (omkring 1598)
- Wasa, senare Rikswasa (1599)
- Tre Kronor (1625)
- Regalskeppet Vasa (1628)
- Regalskeppet Äpplet (1629)
- Falken (1631)
- Regalskeppet Kronan (1632)
- Regalskeppet Scepter (1634)
- Kattan (1641)
- Amarant (1654)
- Regalskeppet Viktoria (1658)
- Regalskeppet Kronan (1668)
- Regalskeppet Svärdet (1662)
- Regalskeppet Draken (1656)
- Regalskeppet Wrangel (1664)
- Regalskeppet Kronan (1668)
- Carolus XI (1678)
- Drottning Hedvig Eleonora (1680)